# Arhopala arianaga
Arhopala arianaga är en fjärilsart som beskrevs av Corbet 1941. Arhopala arianaga ingår i släktet Arhopala och familjen juvelvingar. Inga underarter finns listade i Catalogue of Life.